# Klasyka chińska
Klasyka chińska – najważniejsze dzieła piśmiennictwa chińskiego okresu przedqinowskiego, tj. sprzed 221 r. p.n.e. Zwykle zawierają one w tytułach znak jing (經), oznaczający osnowę, co ma wyrażać ich fundamentalny charakter. W przeszłości Chińczycy układali kanony piśmiennicze, jak np. Pięcioksiąg konfucjański czy Trzynastoksiąg konfucjański. Współczesna sinologia do klasyki zalicza więcej tytułów, także spoza nurtu konfucjańskiego, które są konieczne, aby zrozumieć antyczną cywilizację chińską.

## Przed 221 r. p.n.e.

### Klasykakonfucjańska
- Pięcioksiąg konfucjański – pierwszy z kanonów skompliowany przez konfucjanistów w epoce Walczących Królestw; w przeszłości zaliczano do niego jeszcze szóste dzięło Księgę Muzyki, która zaginęła w czasie palenia ksiąg
  - Księga Przemian – księga wróżbiarska oparta na teorii bagua, przypisywana mitycznemu Fuxi
  - Księga Pieśni – zbiór najstarszej chińskiej poezji (anonimowej), zawiera 305 utworów
  - Księga Rytuałów – opisująca przebieg rytuałów dworskich i religijnych
  - Księga Dokumentów – zawierająca najstarsze dokumenty historyczne
  - Kronika Wiosen i Jesieni – kronika państwa Lu
- Czteroksiąg konfucjański – skompliowany w XII wieku przez Zhu Xi. Księgi, które wchodzą w jego skład powstały przed 221 r. p.n.e.
  - Wielka Nauka – rozdział z Księgi Rytuałów
  - Doktryna Środka  – rozdział z Księgi Rytuałów
  - Dialogi Konfucjańskie – spisana przez uczniów Konfucjusza
  - Mencjusz (Księga Mencjusza) – spisana przez uczniów Mencjusza
- Trzynastoksiąg konfucjański – również skompilowany za czasów Zhu Xi. Prócz ksiąg wymienionych w poprzednich kanonach, tj. Księgi Pieśni, Księgi Dokumentów, Księgi Rytuałów, Księgi Przemian i Księgi Mencjusza, obejmuje jeszcze:
  - Rytuały Zhou
  - Yili
  - Zuozhuan
  - Gongyang Zhuan
  - Guliang Zhuan
  - Dialogi konfucjańskie
  - Księga Nabożności Synowskiej
  - Erya

### Klasykataoistyczna
- Księga Drogi i Cnoty (Daodejing) – przypisywana Laozi
- Prawdziwa Księga Południowego Kwiatu (Zhuangzi) – przypisywana Zhuangzi
- Pradziwa Księga Pustki (Liezi) – przypisywana Liezi

### Klasykamoistyczna
- Mozi

### Klasykalegistyczna
- Księga Pana Shanga (Shangzi)
- Guanzi
- Hanfeizi – przypisywana Han Feiowi
- Shenzi – Ocalało tylko 7 z 42 rozdziałów
- Księga Praw – przypisywana Li Kuiowi

### Klasyka myśli wojennej
- 36 Forteli
- Siedem Ksiąg Wojennych, w tym:
  - Sztuka wojenna Sunzi
  - Sześć tajemnych nauk
  - Trzy strategie Huang Shigonga
  - Metody Sima – od Sima Rangju
  - Wuzi
  - Wei Liaozi

### Klasyka historyczna
- Opowieści o państwach
- Księga Gór i Mórz

## Od 206 r. p.n.e.
- Dwadzieścia cztery historie – kroniki historyczne, poczynając od dynastii Han
- Intrygi Państw Walczących – przypisywane Liu Xiangowi.
- Kronika Wiosen i Jesieni Szesnastu Królestw – zaginiona
- Shiming – słownik Liu Xi
- Dialogi Li Jinga i Tang Taizonga – przypisywane Li Jingowi
- Zizhi Tongjian – pod redakcją Sima Guanga
- Wiosny i Jesienie Wu i Yue
- Jiaoshi Yilin
- Dziewięć rozdziałów o sztuce rachowania – traktat matematyczny
- Poemat Tysiąca Znaków
- Księga wróżb Kaiyuan
- Shitong
- Tongdian
- Tang Huiyao
- Wielkich Tangów zapiski o zachodnich regionach
- Rozmaite kąski z Youyang
- Cztery wielkie księgi Songów
- Siku Quanshu
- Nowe Pieśni z Jadeitowego Tarasu
- Quantangshi – Zebrana Poezja Tangowska